# Poveglia
 (avril 2014).
Si vous disposez d'ouvrages ou d'articles de référence ou si vous connaissez des sites web de qualité traitant du thème abordé ici, merci de compléter l'article en donnant les références utiles à sa vérifiabilité et en les liant à la section « Notes et références ».
Poveglia est une petite île située dans la lagune de Venise en Italie, entre la ville de Venise et la dune de Lido. Son nom vient de « Popilia » ou « Dei Pioppi » (en italien : des peupliers) probablement en raison de sa végétation.

## Histoire

### Antiquité
On trouve sur Poveglia des hameçons antiques et des coquilles fossiles de palourdes mais aucune trace d’un établissement permanent.

### Moyen Âge - sous l’autorité des doges de la république de Venise
Comme toutes les îles de la lagune vénitienne, Popilia faisait partie de la Vénétie maritime, elle-même partie de l’Italie byzantine, mais n'était qu'un village de pêcheurs jusqu’en 864 lorsque, selon Pompeo Gherardo Molmenti, environ deux cents familles vénitiennes, partisanes du doge Pietro Tradonico tué à la suite d’un complot de nobles vénitiens, sont venues s'y réfugier. Elles s'étaient barricadées dans le palais des Doges jusqu’à ce qu’il leur soit assuré la vie sauve et une terre où s’installer. Orso Partecipazio, le successeur du doge assassiné, leur accorda l’île et un certain nombre de privilèges.
En juin 1305, Tolberto da Camino (it), Iacopo Ricco, Guido Avogaro et Pirolino de’ Costantini, ambassadeurs de Gerardo et Rizzardo da Camino (it) et de la commune de Trévise, demandèrent au doge de Venise que leur soient livrés certains coupables de « machinations » contre da Camino et la municipalité de Trévise. Le doge leur a répondu qu’il était désolé, qu’il ne pouvait pas les « livrer comme des étrangers », mais qu’il les avait déjà fait arrêter à Poveglia où ils seraient jugés.
En moins d’un siècle, la communauté de Poveglia s’agrandit : plus de huit cents maisons furent construites et l’île devint riche en vignobles, viviers et marais salants. En 1378, elle était devenue une république autonome gouvernée par un Gastaldo ducal et dix-sept Consiglieri. Le gastaldo représentait l'île face au Palazzo Ducale.
Compte tenu de l’importance prise par la population de île, le 30 décembre 1339, par une résolution du Grand Conseil, on chargea le podestat de rendre la justice, et Pietro Lando fut élu l’un des neuf podestats du Dogado.
Le nouveau podestat avait compétence sur Malamocco, Pellestrina et Pastene. Chaque lundi, il devait aller à Malamocco et un autre jour de la semaine à Pellestrina. Mais comme le voyage à Pellestrina était long et désagréable en hiver, il a été décidé en octobre 1341 d’y renoncer. Le podestat était élu pour un an et cet homme âgé de 20 à 50 ans était assisté par un notaire et quatre famuli.
En plus des juridictions civile et juridique, il devait assurer la protection du fragile équilibre environnemental, veiller à l’état des vignes, et faire entretenir les quais et les rives. Il était également chargé de veiller à la régularité des entrées dans la ville, Poveglia étant le point de passage obligé pour se rendre alors à Venise.
En septembre 1375, notamment, il fit arrêter des habitants de Chioggia qui transportaient de nuit à Venise du vin de contrebande.
Le déclin de Poveglia commença après 1379, à cause de la guerre de Chioggia. La population a considérablement diminué, mais ceux qui sont restés sur l’île n’ont jamais été privés de leurs anciens privilèges, comme l’exemption de taxes.
Au XVIe siècle, l'île fut transformée en lazaret (le Lazzaretto Vecchio et le Lazzaretto Nuovo étaient saturées), permettant d'accueillir les personnes malades de la peste. Les rumeurs locales racontent que plus de 160 000 de ces personnes y furent enterrées. De grandes fosses y auraient été ainsi creusées et d’imposants bûchers installés afin de brûler les corps. Craignant que le bacille ne se propage, certaines personnes qui présentaient des symptômes moins graves y auraient été envoyées après avoir été séparées de leurs familles.

### Époque moderne - île en quarantaine
Au XVIIIe siècle, deux lois furent promulguées pour que les navires suspectés de cas de peste à bord puissent rester en quarantaine devant Poveglia.
« Permettendo circostanze del tempo e dell’acqua, obbligato ammiraglio Malamocco condur bastimenti in una sol volta al loro luogo: li provenienti da luoghi infetti in Fisolo, quelli di minor sospetto in Poveglia [...] »
« Con li metodi prescritti da terminazione 5 febbraio 1760, tradur debbano bastimenti soggetti a contumacia di giorni 40 nel Canal di Poveglia, li soggetti a giorni 28 in quello de’ Marani »
En 1777, l’île est passée sous la juridiction du Magistrato alla Sanità (it).
Les navires, leurs équipages et passagers ne venaient pas directement au Lido, mais empruntaient le canale di Poveglia et le Teson[Quoi ?], et transitaient par Poveglia, où le grand bâtiment servait de lazaret. En 1793, on y isola un équipage d’une « tartarella idriotta infetta di peste » mais on n’enregistra aucun décès de la peste. Dans le rapport d’un ingénieur daté du 20 avril 1842, on peut lire que « Le lazaret de Poveglia a été progressivement amené à cet usage, avec la construction de bâtiments spacieux avec des conditions impérieuses pour la santé » ; de nouveaux puits sont construits pour éviter toute contamination possible.
Au XVIIIe siècle, il y avait encore sur l’île une église dédiée à San Vitale, qui possédait un crucifix célèbre, aujourd’hui conservé dans l’église de Malamocco, et un tableau de Titien, mais étant vétuste, elle a été fermée en 1806 et plus tard démolie. Seul a été préservé le campanile pointu qui a été transformé en phare quand l’île a servi d’amer pour les navires en quarantaine.

### Époque contemporaine - entre lieu d'isolement et abandon
Au cours du XIXe siècle, à l’époque autrichienne, l’île a été transformée en centre de quarantaine, usage maintenu par l’Italie jusqu’à la Seconde Guerre mondiale, durant laquelle elle fut occupée par les soldats de l’Italie fasciste et servit de mouroir pour les prisonniers de la résistance italienne et de morgue.
Après la guerre, Poveglia restaurée accueille une maison de convalescence et de repos pour les personnes âgées jusqu’en 1968.   
Au XXIe siècle, de nombreuses légendes urbaines sont propagées à propos de Poveglia par des chasseurs de fantômes, notamment anglo-saxons, selon lesquelles elle serait « hantée », au point que cela devient un business touristique. Le Daily Telegraph affirme que « Poveglia est considérée, par certains, comme un lieu réputé pour des phénomènes paranormaux », et ajoute que l’île est même « considérée comme un des lieux les plus hantés au monde » : cela pose de tels problèmes que depuis 2004, l’île est fermée aux touristes. Depuis 2004, l’activité principale de l’île est l’agriculture, surtout la viticulture et la pêche.

### Avenir de l'île
En 2014, le gouvernement italien, propriétaire de Poveglia, annonce son intention de se séparer de l’île, conformément à la politique de vente du patrimoine étatique visant à réduire l’endettement de l’État italien. Poveglia est mise aux enchères pour un bail emphytéotique d’une durée de quatre-vingt-dix-neuf ans par l’Agenzia del demanio (it). Pour éviter que ce lieu historique ne devienne un lieu de villégiature pour les plus fortunés de la planète, les Vénitiens ont créé une association, « Poveglia per Tutti ». Pour tenter de remporter les enchères, chacun peut participer à hauteur de 99 € et avoir ainsi sa part dans l’avenir de l'île.
Malgré la mobilisation des Vénitiens permettant de rassembler 440 000 euros, l’enchère est remportée par l’homme d’affaires Luigi Brugnaro, avec une offre de 513 000 euros, en mai 2014. L’offre de cet acheteur est néanmoins rejetée en juin 2014 par l’agence publique italienne chargée de la vente qui disposait de trente jours pour valider ou non l’offre d'achat. Celui-ci fait appel et compte bien couvrir Poveglia d’hôtels de luxe.